# Андре Кліппенберґ Ґріндгейм
Андре Кліппенберґ Ґріндгейм (норв. André Klippenberg Grindheim, 7 квітня 2000) — норвезький плавець.
Учасник Олімпійських Ігор 2020 року, де на дистанції 100 метрів брасом посів 35-те місце і не потрапив до півфіналів.